# Città di Fasano
L'Unione Sportiva Dilettantistica Città di Fasano meglio nota come Fasano, è una società calcistica italiana con sede nella città di Fasano. Nella stagione 2024-2025 milita nel campionato di Serie D, quarto livello del campionato italiano di calcio.
I colori sociali del club sono il bianco e l'azzurro mentre il suo simbolo è rappresentato dal faso, un colombo selvatico simbolo della città di Fasano. I soprannomi più noti del club, sono il Faso e i Biancazzurri. Disputa le partite interne presso lo Stadio Vito Curlo (4.900 posti).

## Storia

### Gli albori dell'US Fasano
L'Unione Sportiva Fasano nasce nel 1964. Nonostante Fasano fosse dotata di un campo di calcio sin dal 1933, non vi era ancora una società calcistica in città: infatti era utilizzato solo da formazioni sportive militari.
Nell'immediato dopoguerra, Fasano così come tutta la nazione comincia la propria ricostruzione, dopo un periodo così buio si vuol tornare a divertirsi. Gli amanti del pallone decidono di costituire una società calcistica, così come già fatto dalle cittadine limitrofe. Associazione Sportiva Fasano è il nome dato nel 1949 alla società che adotta il biancoazzurro come colore sociale. Azzurro, come il colore del gonfalone civico, bianco come il faso, il grosso colombo selvatico, simbolo della città. La società svolge attività fino al 1954, quando durante l’ultima partita di campionato di prima divisione, il Fasano disputa lo scontro diretto con la capolista Liberty Bari, che in classifica aveva un solo punto in più dei biancazzurri. Una svista arbitrale durante gli ultimi minuti, permise alla formazione barese di pareggiare, compromettendo così l’esito finale dell’intero campionato. I tifosi fasanesi che già gustano la promozione in 4ª serie, irritatisi, invadono il campo di gioco, alla ricerca dell’arbitro e dell’autore del gol. Tale episodio sancisce la radiazione della società che viene liquidata. L'attività calcistica fasanese diventa così episodica e legata per lo più a tornei amatoriali organizzati da alcuni bar della città. Nel 1964 si costituiscono in città quattro società: l’U.S.Fasano, l’Assi Avanti, il Club Oratorio e l’Inter Club, che si iscrivono alla terza categoria. Nell’estate 1967, avviene ufficialmente la fusione ipotizzata l’anno prima. Viene modificato il logo societario, lo stemma cittadino viene sostituito con lo stemma civico dei primi del secolo, sotto il quale viene aggiunto un pallone e la data 1967 e una fascia nera tra il bianco e l’azzurro in onore dell’Inter club.

### Gli anni d'oro
Il campionato di Seconda categoria 1967-68 viene vinto con ben 51 punti perdendo e pareggiando solo tre volte, mentre si vincono tutte le altre partite grazie ai gol di Potenza che ne realizza addirittura 23, Baccaro 14 e Lomartire 5. La promozione in Serie D arrivò invece nel 1972 con la vittoria del la Prima Categoria. Alla fine degli anni '70 diverse vicissitudini societarie si risolvono nel 1977 con l'arrivo alla presidenza di Franco Legrottaglie il quale, per la Serie D 1977-78 allestisce una squadra per ambire alla promozione. La squadra, però delude parecchio, tanto che termina il campionato al sesto posto a pari punti con il Bisceglie, dunque si disputerà uno spareggio per decretare i ripescaggi in Serie C. Quasi un migliaio di fasanesi si mobilitano per raggiungere Potenza, sede scelta per la partita, ma l'esito è negativo (1-0 per il Bisceglie). Sfumato il ripescaggio (che non favorisce nemmeno il Bisceglie), per la stagione successiva Legrottaglie allestisce con mister Giovanni Campari una formazione di giovani promettanti, tra i quali spicca un certo Vito Curlo, il quale l'anno dopo segue Campari al Bisceglie e poi passare al Bari. Qualche tempo dopo, muore in un incidente d'auto.
Il Fasano di Campari diverte la gente, ma si arriva solo al quinto posto, stesso copione un anno più tardi nonostante il cambio in panchina con Elia Greco. 
Si sfiora la promozione in Serie C nel 1980-81, al deludente terzo posto degna di nota è l'esplosione del talento di Alfonso Alampi che segna ben 23 gol.
Gli anni successivi sono turbolenti sia dal punto di vista societario che da quello tecnico, numerosi i cambi in panchina e alcune stagioni anonime fino alla promozione sfumata nel 1985-86.
La stagione 1987-88 segna l'ingresso del calcio fasanese in serie C2 dopo un campionato dominato: alla guida di quella squadra c'era Elia Greco insieme agli acquisti Valeriano Prestanti e Claudio De Tommasi trascinati dall'esplosione di Vittorio Insanguine, capocannoniere dell'intera categoria (25 gol). La città intera festeggia in Piazza Ciaia intonando per la prima volta l'inno Fasano vinci per noi.
La prima stagione in C2 si rivela deludente nonostante le enormi aspettative della vigilia. Per la stagione successiva, il presidente Nino Di Biase vorrebbe allestire una squadra d'alta classifica ma le casse societarie non lo permettono. Vengono svincolati tutti coloro che aveva deluso nella stagione precedente mentre vengono inseriti in prima squadra, come titolari due giovanissimi fasanesi: Antonio De Lorenzo e Cosimo De Blasio. Torna Elia Greco a guidare la squadra; l'avvio è ottimo e il 19 novembre 1989 riesce a vincere la sua prima trasferta tra i professionisti, (0-2 De Tommasi e Sapio). Dopo alti e bassi e aver sfiorato più volte la zona retrocessione, il Fasano, riesce a salvarsi.

### L'era Ghirelli
Nell'estate 1990 arrivano gli immancabili problemi economici, il presidente Di Biase smantella gran parte della rosa, integra tanti giovani locali (Donato Colucci, Mariano Legrottaglie, Gianclaudio Semeraro e Vito Olive) e riunisce una cordata di imprenditori locali per puntare ad un campionato di vertice, ma nonostante le importanti adesioni l'accordo non viene concluso. Fabio Ghirelli prende in mano le redini della situazione diventando presidente insieme a suo fratello e ad altri due soci i quali volarono a Milano per raggruppare una rosa competitiva. La stagione 1990-91 è deludente e nonostante il cambio in panchina non decolla e il Fasano retrocede. 
Il Campionato Interregionale 1991-92 si allestisce una formazione economica per limitare le spese, guidata dal fasanese Peppino Palmisano. Il quarto posto finale è il trampolino di lancio per la prossima annata.
Nel ritiro pre-campionato, mister Arabia lascia la squadra per motivi di famiglia, e viene sostituito immediatamente da Angelo Carrano, già tecnico del Fasano. Qui, nasce l'Invincibile Fasano, la squadra che stravince il campionato 1992-93 con 52 punti, 54 gol e nessuna sconfitta eguagliando il record del Milan di Capello. Mister Carrano che non ha trovato l'accordo economico con la società viene sostituito da Franco Gagliardi. Ad un entusiasmante precampionato segue un campionato povero di emozioni. Nel primo campionato, in cui sono in palio i tre punti per vittoria, e dopo gli innumerevoli pareggi il Fasano riesce a raggiungere la quinta posizione in classifica, il più prestigioso piazzamento ottenuto dal Fasano fino a quel momento. Durante questa stagione, il presidente si dimette dalla carica.
Dopo qualche mese l'imprenditore tipografico barese Vittorio Corcelli con la sua cordata acquistano la minoranza delle azioni dell'U.S.Fasano. L'annata seguente allestisce una rosa di giovani provenienti dai migliori settori giovanili d'Italia.
La squadra allenata da Delli Santi non raggiunge i risultati e il gioco sperati viene sostituito da Gagliardi col quale, la musica non cambia. La formazione viene rinforzata con nuovi innesti, ma ci vuole l'esperienza di mister Carrano a far salvare una squadra di discreto valore tecnico. Il 1995-96 parte già con problemi societari e di formazione, la rosa è rivoluzionata a novembre e nonostante la salvezza sia ad un passo, si retrocede ancora (sfortunato il play-out contro il Bisceglie).
Ghirelli deluso vuol lasciare tutto, mentre tocca a Corcelli iscrivere la squadra nel C.N.D. 1996-97. La squadra è completamente formata dai giocatori che la stagione precedente disputava il Torneo Berretti sotto la guida tecnica di Angelo DeFuoco che gratuitamente porta avanti il progetto ormai allo sbando.
La "squadra dei giovani", nonostante le innumerevoli difficoltà riesce a racimolare qualche punto e addirittura riesce a battere in casa, per 2-1, la capolista Nardò. Fabio Ghirelli dopo aver risolto alcune questioni politico-economiche, decide di collaborare ingaggiando due ex bandiere del Fasano: Salvatore Mazzarano e Vittorio Insanguine, che torna al Fasano dopo 9 anni. La squadra cambia volto e risale rapidamente in classifica.
Col profumo di salvezza e del "premio gioventù" col quale vengono assegnati 200 milioni di lire alla squadra con la media d'età più bassa di tutti i gironi della categoria, torna in società Ghirelli, che si riappropria delle quote di Corcelli, e col contributo dello sponsor allestisce una formazione che punti a vincere il campionato. Il torneo però si presenta pieno di insidie, e dopo tre sostituzioni in panchina e vari cambi al vertice tra Fasano, Rotonda Sapri, Potenza e Nardò il campionato viene vinto da quest'ultimo all'ultima giornata. La società biancazzurra non si demoralizza e per la stagione successiva allestisce una formazione che punta al salto di categoria (ad Insanguine viene affiancato Alvaro Zian, i due formeranno una delle coppie d'attacco migliori della stagione sportiva), accompagnata in campo ancora da mister Carrano. A suon di vittorie consecutive sin dalle prime giornate, il Faso fa capire subito chi è la squadra da battere, si vince il torneo con quattro giornate d'anticipo, così come accaduto nelle altre due promozioni in C2. La vittoria viene festeggiata durante la partita con la Silana (3-1), davanti a quasi tre mila persone.
Nel 1999 assieme al presidente Fabio Ghirelli si affianca lo sponsor Emmezeta (che stava aprendo l’ipermercato a Fasano) e la stagione 1999-2000 l'obiettivo è la serie C1. Arrivano nomi altisonanti da categorie superiori (Luca Gentili, Giuseppe Luceri, Stefano Pellegrini e Gianluca Ricci) e alla guida tecnica Gabriele Geretto. Il mister Geretto conduce la squadra fino ai play-off. Negli spareggi il Fasano incontra L’Aquila. La formazione abruzzese spegne subito gli entusiasmi dei tre mila del “Vito Curlo”, infilando un 3-1 alle maglie di casa. Nel ritorno, stesso risultato, col quale si decreta l’eliminazione del Fasano nei primi play-off della sua storia.
Nella seconda stagione consecutiva in serie C2, viene riconfermato mister Geretto, ma vengono ridimensionati i programmi. Via i senatori con gli ingaggi più alti, dentro i giovani promettenti. Ed infatti si fa un buon campionato, che conferma la categoria, disputatosi con le maglie della stagione precedente ma con lo sponsor coperto da un nastro nero. Questa stagione verrà ricordata, per un episodio che farà storia. Il Taranto del patron Ermanno Pierioni, in piena lotta per la serie C1, volendo evitare di giocare nella bolgia del “Vito Curlo”, face di tutto per rinviare la partita ad un mercoledì di gennaio. Lo stadio di Fasano, infatti non aveva un settore ospiti e le tifoserie al seguito venivano sistemate con notevoli disagi sulla tribuna lato sud.
Per volontà del prefetto la gara si gioca al Fanuzzi di Brindisi davanti a soli 800 tarantini, gli ultras del Fasano decidono di disertare per protesta alla ingiustizia subita, mentre la tribuna era affollata da tarantini, fasanesi e altri appassionati. Il famigerato derby termina 1-1.
Durante alcune partite i tifosi organizzano una petizione popolare per chiedere all'allora sindaco Donato De Carolis, l'adeguamento dello stadio alle nuove norme di sicurezza e quindi all'ampliamento. Dopo qualche settimana l'Amministrazione comunale delibera la costruzione della Gradinata sul lato sud ribattezzata Curva Sud.
Nell'estate 2001 la solita telenovela societaria si risolve con l'iscrizione all'ultimo alla Serie C2 2001-02 il cambio in panchina con Aldo Papagni e la squadra composta da molti giovani non delude e si salva. I problemi veri e propri cominciano a maggio 2002, la nuova amministrazione comunale non sembra intenzionata a supportare il sodalizio calcistico; Nonostante alcune indiscrezioni di stampa che avevano individuato una cordata di imprenditori romani interessati a rilevare il Fasano, il tira e molla va avanti fino al 29 luglio quando scade il termine ultimo per l'iscrizione al campionato e il conseguente il fallimento.

### Dal fallimento all'AS Fasano Calcio
Nell'estate 2002 viene fondata il Biesse Calcio Fasano (biesse sta per best society): Mimmo Lacirignola della Block-Shaft, da poco trasferitasi a Monopoli, e con Gianni Lepore si riparte dall'Eccellenza. Il nome scelto non piace e presto si passa alla prima storica denominazione, A.S. Fasano Calcio insieme al nuovo logo.
Le prime tre stagioni nella categoria si concludono con buoni piazzamenti e alcune soddisfazioni (clamorosa è la vittoria per 4-1 con il Monopoli destinato a vincere il campionato con 102 punti) ma è solo nella stagione 2005-06 che si sfiora la promozione in serie D: la società punta a salire in Serie D, Lepore vorrebbe fare la fusione con la terza squadra della città il Montalbano viste le dichiarazioni del presidente Franco D'Amico, ma il matrimonio non va in porto.
Si conferma mister De Fuoco con scarsi risultati. Nel frattempo al “Vito Curlo” va in scena il primo derby stracittadino della storia della città: Fasano-Montalbano, la città contro un suo quartiere frazionale. Tanta l'euforia e la curiosità per l'evento. Il primo derby (giocava in casa il Montalbano, al “Vito Curlo”) è a vantaggio dei gialloblu per 1-0, mentre il ritorno registra il riscatto biancazzurro per 2-0. I deludenti risultati e soprattutto i punti in più in classifica dei concittadini inducono i dirigenti a rifondare la squadra nel mercato di novembre cominciando dal cambio in panchina con Geretto. Il secondo posto alle spalle della matricola Barletta vale i play-off. Si arriva in finale con i siciliani dell'Acicatena. Il sorteggio sancisce che l'andata si giochi in Puglia, dove il Fasano davanti ad un pubblico numerosissimo non riesce ad andare oltre il 2-1. Il ritorno si trasforma in una sceneggiata: Il campo Nino Bottino di Acicatena non sarebbe omologato (400 posti), e non in grado di ospitare una partita così importante, la società catenota si oppone alla proposta di giocare nel vicinissimo Stadio Tupparello di Acireale.
Degli oltre 600 tifosi pronti a partire per la Sicilia, i fortunati ad assieparsi sui tre gradoni del “Nino Bottino” sono poco più di 250 sorvegliatissimi dalla polizia, mentre il resto della città seguiva la radiocronaca di Radio Diaconia. La partita si disputa su un terreno di terra lavica in non perfette condizioni; l'esito finale dà ragione ai padroni di casa (3-0) e conseguenti proteste dei biancazzurri. Il caso venne trattato da numerose emittenti radiotelevisive locali e fu oggetto perfino di interrogazione parlamentare.
Nel frattempo in società ci sono fibrillazioni: in questa situazione non vi sono i presupposti per far la domanda di ripescaggio in serie D. Lepore predispone iscrizione e domanda di ripescaggio mentre i tifosi sollecitano l'amministrazione comunale che contatta i dirigenti del Montalbano calcio, in procinto di trasferire il titolo dalla frazione fasanese ad Ostuni (col cambio di denominazione in Atletico Ostuni), per proporre l'acquisizione dell'A.S. Fasano Calcio. La società quindi passa all'imprenditore fasanese Franco D'Amico insieme a Gianluca Cisternino suo vice e direttore sportivo ed altri dirigenti gialloblù si mischiano con quelli vecchi, mentre la Block-Shaft trasferisce la sponsorizzazione dal Montalbano al Fasano, anche lo staff tecnico della frazione si trasferisce a Fasano, il tecnico è Vito Sgobba. Il campionato si conclude al primo posto, promozione in Serie D con due giornate d'anticipo ad Altamura e festa al Vito Curlo nell'ultima giornata contro il Bisceglie (più di quattromila gli spettatori).

### Anni di transizione tra Serie D ed Eccellenza (2007-2012)
Nei mesi successivi alla vittoria del torneo la società guidata dal presidente D’Amico si rende conto di non riuscire a fronteggiare senza aiuti economici importanti il nuovo campionato di Serie D, e quando le cose sembrano volgere al peggio il neoeletto sindaco Lello Di Bari riesce a coinvolgere un gruppo di imprenditori creando così di fatto una nuova società. La guida tecnica è affidata a Giacomo Pettinicchio mentre arrivano Danilo Rufini e Marco Pisano. 
L'avvio della Serie D 2007-08 è deludente e a novembre la squadra viene rivoluzionata. Quando i play-out sembrano ormai certi mister Pettinicchio viene esonerato e sostituito dall’argentino Hector Ortega, rientra in società nel ruolo di vice-presidente Franco D’Amico. Con la nuova guida in panchina la squadra ne esce finalmente motivata, resta imbattuta sino al termine del campionato e conquista la salvezza diretta con la vittoria di Sapri nell’ultima giornata. Da segnalare alla 31ª giornata il pareggio strappato in extremis contro la capolista Aversa Normanna (poi vincitrice del campionato e dello scudetto di Serie D), agguantata al 95’ da una rete del portiere fasanese Lorenzo Fortunato, giunto in area sugli sviluppi di una punizione dalla trequarti.
Con l’arrivo dell’estate si piomba puntualmente nell’ennesima crisi societaria risolta anche in quest’occasione per il rotto della cuffia grazie ad una cordata guidata dall’imprenditore foggiano Annino De Finis, comunque affiancato dall’ex presidente Lello Di Bari. La panchina viene affidata al giovane tecnico Enzo Maiuri. Il campionato 2008-09 parte a singhiozzo ma raggiunge presto le zone alte della classifica sospinti in particolar modo dalle giocate di Antonio Dimatera e dai corner decisamente fruttuosi di Francesco Esposito, autore in occasione dei calci d'angolo di un numero considerevole di assist ed anche di reti dirette. Nel finale la squadra stanca molla e termina la stagione al nono posto in classifica. 
Terminato il campionato la situazione societaria degenera in poco tempo, gli ultimi estremi tentativi di coinvolgere gli imprenditori locali falliscono e De Finis è costretto a riconsegnare il titolo nelle mani del sindaco Lello Di Bari. Il fallimento sembra più vicino che mai e solo una massiccia campagna abbonamenti (oltre trecento tessere registrate nel giro di dieci giorni tra fine giugno e i primi giorni di luglio), convince il sindaco e i soliti pochi imprenditori sempre vicini alla causa a consegnare nelle mani del direttore generale Leo Vinci un budget decisamente ristretto per tentare di salvare la categoria. La squadra viene inizialmente affidata a Francesco Esposito, fino a pochi mesi prima ancora calciatore biancazzurro, poi sostituito in extremis dal quarto ritorno sulla panchina fasanese di Gabriele Geretto, e viene allestita una rosa giovanissima dai costi ridotti e ricca di fasanesi. L'obiettivo è la salvezza ma il campionato è deludente e si torna in Eccellenza dopo tre stagioni.
Nell'estate 2010, dopo l'ennesima cessione della presidenza al sindaco, giunge a Fasano una cordata di investitori tranesi che fanno capo a Tommaso Carbone. La stagione 2010-11 comincia ma la squadra è ancora un cantiere, intanto a novembre Carbone si dimette e arriva al suo posto Antonio Flora, arrivano nomi importanti ma che rendono poco sul campo. Il nono posto è un nulla di fatto.
Nel 2011-2012 la situazione viene salvata in extremis da Mariano Legrottaglie dando vita al "Fasano ai fasanesi" formando una squadra composta da giocatori originari esclusivamente del comune e iscrivono la società all'Eccellenza. Si parte bene ma a febbraio la giustizia sportiva infligge una penalizzazione di 4 punti a causa di questioni societarie. Nonostante la vittoria nei play-out ai danni del Virtus Locorotondo, i problemi economici portano la società al fallimento.

### Il ritorno dell'US Fasano e l'azionariato popolare
Durante l'estate 2012 viene fondata una nuova società con la nuova denominazione di Unione Sportiva Dilettantistica Città di Fasano si decide di ripartire dal campionato provinciale di Seconda Categoria. Il "Fasano dei fasanesi" di mister Iacovazzi vince il campionato con numeri da record. Il copione si ripete l'anno dopo in Prima Categoria, approdando così in Promozione pugliese, dove ottiene il quinto posto nel 2015, con finale play-off persa contro il Mesagne, e il sesto posto nel 2016, dopo aver giocato ma perso anche la finale di Coppa Puglia contro il Cerignola.
A novembre 2016 inizia l'ennesima crisi societaria: la dirigenza in affanno cerca nuovi fondi ma a gennaio la situazione viene risolta da un inedito movimento di piazza. Nasce infatti l'associazione Il Fasano siamo noi, che prende diretto possesso della società e attraverso la via dell'azionariato popolare immette nuova linfa vitale nel progetto.
L'associazione individua le persone da inserire nei ruoli tecnici e dirigenziali (Mariano Legrottaglie passa il testimone al ritorno di Franco D'Amico) e con una massiccia adesione di base al progetto riesce a programmare una delle stagioni più vincenti della storia del calcio fasanese.

Il 12 marzo 2017, infatti, il Città di Fasano festeggia con quattro giornate di anticipo il ritorno in Eccellenza, dopo soli 4 giorni, il 16 marzo, si aggiudica il primo trofeo della sua storia vincendo la finale di Coppa Italia Puglia di Promozione grazie al successo per 2-1 sull'Omnia Bitonto (doppietta di Leo Serri), di fronte ad almeno 3.000 tifosi provenienti da Fasano.
L'Eccellenza 2017-18 si rivela un campionato molto combattuto fino al 15 aprile 2018, a seguito della vittoria sul campo dell'Avetrana (0-2), il Fasano si aggiudica la promozione in Serie D. Nel frattempo, il 1º febbraio il Fasano centra la sua terza finale di coppa consecutiva; nonostante i quasi 4000 sostenitori presenti, a Monopoli perde 3-1 contro il Trani.

### Il nuovo approdo in Serie D
La stagione comincia con una campagna acquisti di alto livello, tra cui spiccano l'arrivo del Direttore Generale Antonio Obbiettivo e di alcuni calciatori come Enis Nadarević, Juan Manuel Cobo, Erminio Rullo e il ritorno di Loris Formuso. Nel frattempo i biancoazzurri partecipano alla Coppa Italia di Serie D ma devono arrendersi al Taranto nei trentaduesimi di finale.
Il Fasano viene inserito nel Girone H concludendo la stagione al settimo posto in classifica. Nella stagione 2019-2020 partecipa nuovamente al campionato di Serie D e partecipa per la prima volta nella sua storia alla Coppa Italia maggiore ma al primo turno viene eliminato dal Südtirol. A causa dell'emergenza COVID-19 e l'interruzione del campionato, il Fasano termina al nono posto. In Coppa Italia Serie D la stessa pandemia impedisce di giocare la finale che dunque rimane non assegnata.
In vista della Serie D 2020-2021, dopo sei anni, mister Laterza lascia la panchina per approdare al Taranto, al suo posto Raimondo Catalano, che dopo dei risultati negativi, registrando solo una vittoria nelle prime sette giornate, viene esonerato dalla società e rimpiazzato con Vito Costantini, allenatore della Juniores Nazionale del Fasano. Rimane per tutto il resto della stagione 2020-2021 portando il Fasano alla salvezza. Per la stagione di Serie D 2021-2022 viene chiamato ad allenare la squadra mister Giuseppe Mosca, ma dopo la sconfitta nel turno preliminare della Coppa Italia di Serie D ai rigori col Gravina e i risultati non soddisfacenti nell'inizio di campionato 2021-2022, Giuseppe Mosca viene esonerato. Al suo posto l'allenatore Ciro Danucci ex del Nardò e disputò un gran campionato proponendo un bel gioco e concludendo il campionato al quarto posto in classifica, anche se il Fasano perse poi la semifinale dei playoff contro il Bitonto. Dopo questa stagione l'allenatore Ciro Danucci decide di concludere la sua esperienza al Fasano trasferendosi al Brindisi. 
In seguito viene chiamato ad allenare la squadra mister Ivan Tisci. 
La seguente stagione di Serie D 2022-2023 si preannuncia sin dall'inizio ricca di emozioni per la squadra di Tisci e il popolo fasanese, per il ritorno del famoso derby della "Valle d'Itria" Fasano-Martina, partita molto attesa dopo che la squadra martinese è stata assente per un po' di anni dalla stessa categoria del Fasano. La prima gara di andata, disputata fuori casa fu persa per il risultato di 2-1 con la rete dell'ex Tato Diaz. Fu invece il ritorno, che si giocò in casa del Fasano, ad assegnare la vittoria ai fasanesi per 1-0. Per certi versi non fu una stagione piena di vittorie da parte del Fasano, ma comunque ottima per l'obiettivo salvezza. Al termine della stagione il tecnico Ivan Tisci fu chiamato ad allenare il Cerignola in Serie C.
Intorno al mese di luglio del 2023 approderà come main sponsor ufficiale del Fasano lo Zoosafari Fasanolandia il famoso parco faunistico quasi simbolo della città da oltre 50 anni. La società sportiva festeggerà tale anniversario con una maglia commemorativa e dedicata allo Zoo.
Giunti alla stagione di Serie D 2023-2024 la società fasanese chiamerà ad allenare la squadra l'allenatore Luca Tiozzo. La stagione comincia molto bene per i ragazzi di Tiozzo, ma sulla metà del campionato la squadra comincerà ad avere barcolli nei risultati per via della gestione non ottimale sulle cessioni di diversi calciatori fondamentali. Gli errori della società biancazzurra sembra che abbiano influito più di quanto ci si aspettasse, la quale si troverà a un passo dal disputare i play-out per la retrocessione in Eccellenza Pugliese. Situazione ripresa alle ultime due giornate di campionato con l'esonero di Luca Tiozzo e il richiamo di mister Vito Costantini. Così disputando una partita in trasferta contro il Barletta vinta con il risultato di 2-3 dal Fasano e l'ultima contro la Paganese disputata in casa e vinta 3-2. Ciò consentì al Fasano di mantenere il distacco sulla 16ª classificata con più di 7 punti. Raggiungendo così il 5 maggio 2024 una salvezza storica per la permanenza in Serie D.

### Fine dell'era D'Amico
Nuovi problemi societari non si fanno attendere in casa biancazzurra, difatti la società avviserà i suoi tifosi attraverso un comunicato l'azzeramento di tutto l'organigramma societario per avviare una riforma ritenuta necessaria dopo gli errori commessi nel campionato precedente. I giorni passano, ma le notizie continuano a farsi attendere suscitando preoccupazione per i tifosi. Fino al 6 luglio 2024, quando la società comunicherà l'organigramma dirigenziale 2024/25. Le redini della squadra sono state affidate ai presidenti sostenitori tutti alla pari con la presenza di Franco D'Amico, il quale presidente in uscita, Ninni Vinci, Juri Peres, Giuseppe Rosati e Giuseppe Angelini. Nomi decisamente importanti per mantenere salda la politica societaria. E come direttore sportivo vieni incaricato Mariano Antonio Fernández, uomo di esperienza nel campo sportivo.
L'11 luglio 2024 la COVISOD ha dato esito positivo riguardo la domanda di iscrizione al campionato di Serie D 2024-2025, è quindi tutto pronto per quella che sarà la settima stagione consecutiva in Serie D per i biancazzurri.
Dopo i rumors sentiti nei giorni precedenti la società conferma Gaetano Iannini come nuovo allenatore, un ex calciatore che ha militato sui campi Serie A e Serie B. Il prossimo si preannuncia un anno calcistico imprevedibile per i biancazzurri, grazie ai nuovi arrivi di mercato come Tomas Bolzicco, Giulio Orlando e Alfredo Pussetto, ma anche grazie alle conferme degli stessi Francesco Losavio e Facundo Ganci. Ci sarà anche la partenza di Ignazio Battista, molto legato ai suoi ex tifosi biancazzurri. La Società è in continuo movimento per formare una squadra degna di giocarsi un ottimo campionato.

## Colori e simboli

### Colori
La divisa di gioco tradizionale del Fasano è composta da una maglia con i colori bianco e azzurro che vengono proposti in varie livree, la più comune è quella a strisce verticali.
La seconda divisa è tradizionalmente di colore rosso. Negli anni si sono viste seconde divise di vari colori dal classico bianco, al colore oro degli anni '90, fino al rosa-nero utilizzato negli anni 2000 ed ultimo giallo.

### Stemma
Lo stemma societario è comparso per la prima volta sulle divise da gioco negli anni '80 e ha sempre riproposto il simbolo cittadino. 
Il primo stemma, quello scelto dopo la fusione del 1967 era lo stemma civico dei primi del secolo, sotto il quale viene aggiunto un pallone, la data 1967 e una fascia nera tra il bianco e l’azzurro in onore dell’Inter club. Il simbolo fu esposto nella prima sede societaria di Piazza Mercato.
Lo storico stemma del Fasano usato dal 1985 fino al fallimento del 2002, presenta i colori della società, divisi da una linea trasversale, con al centro il simbolo della città racchiuso in un cerchio azzurro. Leggermente modificato durante l'ultima apparizione nei professionisti.
Il successivo stemma (quello esistente nel periodo 2003-2012) era uno scudo inquadrato bianco e azzurro, in alto il simbolo cittadino stilizzato con il "faso" poggiato su un pallone da calcio. In basso il nome societario A.S. Fasano Calcio.

L'attuale stemma societario è stato adottato a seguito della rifondazione del sodalizio e ricorda lo storico stemma dell'U.S. Fasano: scudo troncato bianco e azzurro, al centro il simbolo cittadino e in basso un pallone di cuoio.

### Inno
L'inno attuale risale alla fine degli anni '80 e alla storica prima promozione in Serie C2, "Fasano, vinci per noi" il brano fu composto e cantato da Valeriano Prestanti.

## Strutture

### Stadio
Lo Stadio comunale Vito Curlo è il terreno di gioco del calcio a Fasano sin dai primi anni '30. Situato in via Salvo D'Acquisto 1 è intitolato al giovane fasanese Vito Curlo morto in un incidente stradale mentre cominciava la sua carriera da calciatore. Da semplice campo degli sport in terra battuta, ha visto con gli anni diversi ampliamenti che andavano di pari passo con le fortune della compagine di calcio cittadina.

Oggi si presenta con la tribuna di casa divisa in un settore centrale e due laterali, una gradinata sul lato sud detta Curva Sud e una tribuna ospiti situata sul lato mare, per una capienza totale di 4.900 spettatori.

## Società
La società ha sede in Via Salvo D'Acquisto n. 1 nei pressi dei locali dello Stadio Vito Curlo a Fasano.

### Organigramma societario
Di seguito l'organigramma della società.
- Presidente :
 Ivan Ghilardi
- Giovanni Pedace - Direttore Commerciale&Marketing
- Facundo Ganci - Team Manager
- Angelo Cipulli - Segretario sportivo
- Antonio Carparelli - Direttore settore giovanile
- Davide Moio - Social Media
- Mario Rosato - Fotografo Ufficiale
- Antonio Latartara - Responsabile ufficio stampa
- Antonio Murante - Responsabile stadio
- Domenico Caramia - Magazziniere

### Sponsor
Di seguito la cronologia dei fornitori tecnici e degli sponsor ufficiali.
| Cronologia degli sponsor tecnici - 1964-1988 non presente - 1988-1993 Galex - 1993-1998 Pienne - 1998-2002 Galex - 2002-2006 Royal - 2006-2007 Lotto - 2007-2012 Onze - 2012-2013 Legea - 2013-2015 MJS - 2015-2017 Joma - 2017-2020 Lotto - 2020-oggi Joma | Cronologia degli sponsor ufficiali - 1964-1984 non presente - 1984-1985 Vini Distante - 1985-1987 Dafra - 1987-1990 Philips - 1990-1992 Uno Centro Convenienza - 1992-1993 Confer srl - 1993-1995 CPS - Credito Popolare Salentino - 1995-1996 Philips - 1996-1998 ? - 1998-2002 Emmezeta - 2002-2005 Block Shaft - 2005-2006 Staa Pompe S.r.l. - 2006-2008 Block Shaft - 2008-2012 Eco.Ambiente Sud - 2012-2017 non presente - 2017-2018 Mare Gioioso srl - 2018-2019 non presente - 2019-2020 Mare Gioioso srl - 2020-2023 Yeswenet - 2023-oggi Yeswork |

### Settore giovanile
Il settore giovanile del Fasano Calcio partecipa al Campionato Nazionale Juniores oltre ad avere anche formazioni giovanili nelle categorie Allievi e Giovanissimi Regionali.

## Allenatori e presidenti

### Allenatori
- 1967-1968  Tedeschi
- 1968-1969  Di Gioia
 Alberto Panico
- 1969-1970  Nicola Masulli
- 1970-1971  Morisco
- 1971-1972  Gagliardi
 Alberto Panico
 Miolli
- 1972-1974  ...
- 1974-1976  Filippo Calabrese
 ...
- 1976-1978  ...
- 1978-1979  Giovanni Campari
- 1979-1980  Elia Greco
- 1980-1981  Roberto Giliberti
- 1981-1985  ...
- 1985-1986  Angelo Carrano
- 1986-1987  Conte
- 1987-1988  Elia Greco
- 1988-1989  Angelo Carrano
 Vincenzo Morè
 Gastone Bean
 Angelo Carrano
- 1989-1991  Elia Greco
 Roberto Franzon
- 1991-1992  Giuseppe Palmisano
 Audino Arabia
- 1992-1993  Angelo Carrano
- 1993-1994  Franco Gagliardi
- 1994-1995  Francesco Dellisanti
 Franco Gagliardi
 Angelo Carrano
- 1995-1996  Angelo Leonardi
 Roberto Sorrentino
- 1996-1997  Angelo De Fuoco
- 1997-1998  Angelo De Fuoco
 ...
- 1998-1999  Angelo Carrano
- 1999-2000  Gabriele Geretto
 Francesco Di Bitetto
 Gabriele Geretto
- 2000-2001  Gabriele Geretto
- 2001-2002  Aldo Papagni
- 2002-2003  Salvatore Mazzarano
- 2003-2004  Antonio Ciraci
- 2004-2006  Angelo De Fuoco
 Gabriele Geretto
- 2006-2007  Vito Sgobba
- 2007-2008  Giacomo Pettinicchio
 Hector Alberto Ortega
- 2008-2009  Vincenzo Maiuri
- 2009-2010  Francesco Esposito 
 Gabriele Geretto
- 2010-2011  Amedeo Savoni 
 Alessandro Longo
 Renato Olive
- 2011-2012  Vito Olive 
 Angelo De Fuoco
- 2012-2014  Romano Iacovazzi
- 2014-2015  Romano Iacovazzi
 Giuseppe Laterza
- 2015-2020  Giuseppe Laterza
- 2020-2021  Raimondo Catalano (1ª-8ª)
 Vito Costantini (9ª-34ª)
- 2021-2022  Giuseppe Mosca (1ª-11ª)
 Ciro Danucci (12ª-38ª e play-off)
- 2022-2023  Ivan Tisci
- 2023-2024  Luca Tiozzo (1ª-32ª)
 Vito Costantini (33ª-34ª)
- 2024  Gaetano Iannini
- 2025  Graziano Pistoia (25ª-34ª)
- 2025-oggi  Luigi Agnelli

### Presidenti
- 1967-1969  Gian Matteo Colucci
- 1969-1971  Peppino Carparelli
- 1971-1972  Emanuele Galizia
- 1972-1974  Peppino Carparelli
- 1974-1977  Vito Muolo
- 1977-1981  Franco Legrottaglie
- 1981-1985  Raffaele D'Elia
- 1985-1986  Arturo Capozzi
- 1986-1990  Nino Di Biase
- 1990-1994  Fabio Ghirelli
- 1994-1997  Vittorio Corcelli
- 1997-2002  Fabio Ghirelli
- 2002-2003  Mimmo Lacirignola
- 2003-2006  Giuseppe Lepore
- 2006-2007  Franco D'Amico
- 2007-2008  Pasquale Di Bari
- 2008-2009  Annino De Finis
- 2009-2010  Pasquale Di Bari
- 2010  Tommaso Carbone
- 2010-2011  Antonio Flora
- 2011-2016  Mariano Legrottaglie
- 2016-2024  Franco D'Amico
- 2024  Franco D'Amico
- 2025-oggi  Ivan Ghilardi

## Palmarès

### Competizioni interregionali
- Campionato Interregionale: 1

1987-1988 (girone L)
- Campionato Nazionale Dilettanti: 2

1992-1993 (girone G), 1998-1999 (girone H)

### Competizioni regionali
- Eccellenza: 2

2006-2007, 2017-2018
- Promozione: 1

2016-2017 (girone B)
- Prima Categoria: 2

1971-1972 (girone A), 2013-2014 (girone B)
- Seconda Categoria: 2

1967-1968, 2012-2013 (girone B)
- Coppa Puglia Promozione: 1

2016-2017

### Competizioni provinciali
- Terza Categoria: 1

1964-1965

## Statistiche e record

### Partecipazione ai campionati
| Livello | Categoria                       | Partecipazioni | Debutto   | Ultima stagione | Totale |
| ------- | ------------------------------- | -------------- | --------- | --------------- | ------ |
| 4º      | Serie C2                        | 9              | 1988-1989 | 2001-2002       | 22     |
| 4º      | Serie D                         | 13             | 1972-1973 | 2025-2026       | 22     |
| 5º      | Campionato Interregionale       | 8              | 1981-1982 | 1991-1992       | 18     |
| 5º      | Campionato Nazionale Dilettanti | 4              | 1992-1993 | 1998-1999       | 18     |
| 5º      | Serie D                         | 6              | 1978-1979 | 2009-2010       | 18     |

In 40 stagioni sportive a partire dall'esordio a livello nazionale in Serie D nel 1972.

### Statistiche individuali
Di seguito l'elenco dei primatisti di reti.
- 132  Vittorio Insanguine (1985-1988; 1996-2002; 2005-2006)
- 84  Vincenzo Corvino (2017-2020; 2021-2023; 2024-)
- 57  Alfonso Alampi (1980-1981; 1985-1988)
- 29  Francesco De Napoli (1989-1990; 1992-1994; 1998-2001)
- 25  Leandro Fanfani (1996-1998)
- 22  Claudio De Tommasi (1987-1992)

## Tifoseria
La tifoseria biancoazzurra sostiene la squadra sui gradoni della curva sud dello Stadio comunale Vito Curlo. Il principale gruppo organizzato è quello degli Allentati, gruppo nato nel 1988. Fino al 2008 c'era anche la Vecchia Guardia.
Il 22 gennaio 2016, dal lavoro di entrambi i gruppi di tifosi, si costituisce l'associazione Il Fasano siamo noi che da allora gestisce la società attraverso l'azionariato popolare.

### Gemellaggi e amicizie
- Campobasso[25][26][27]
- Perugia, con gli Ingrifati.
- Monopoli, rispetto e amicizia con i Bad Boys fino al 2005.
- Nîmes, con i Gladiator.[26][27]
- Empoli, con i Desperados.[26][27]
- Vultur Rionero[25][28]
- Manfredonia[25][29]
- Grottaglie
- Cavese

### Rivalità
Le rivalità più sentite sono quelle con il Brindisi e il Martina, la prima di origine politico-geografica e la seconda di natura sociale e storica. Le rivalità con le altre pugliesi, in particolare Barletta, Bisceglie, Fidelis Andria e Cerignola nate sul campo nei numerosi campionati disputati tra di loro.
- Martina[26]
- Brindisi[26]
- Bisceglie[26]
- Barletta[26][30]
- Fidelis Andria[26]
- Audace Cerignola[26]
- Casarano[26]
- Altamura[26]
- Nardò[26][31]